# 남단덕
남단덕(南単徳, 699년~776년)은 고구려계 당나라 장수이자, 관료이다.
2010년 시안시에서 그의 묘지가 발견되었다. 시안비림박물관에 묘지명이 전시되었으며, 설인귀의 증손자인 설기가 작성했다는 묘지명에는 남단덕의 생애에 대해서 적혀있다.

## 생애
699년 평양에서 태어나 요동에서 성장했다. 그의 어버지는 당나라에서 지방관으로 활동했으며, 그 또한 당나라의 무관으로 지내다가 755년에 일어난 안녹사의 난에  참여했지만 곧 정부군에 투항하게 된다. 다음 해인 756년 당나라 장안에서 생을 마감하게 된다.
그의 묘지명은 고구려 유민의 묘지명으로는 24번째이며, 최초로 확인된 고구려에서 남씨 성을 지닌 인물이다. 또한 현재 확인된 인물 중 이정기와 함께 고구려 유민 출신 중 유이하게 당나라로부터 군왕의 칭호를 받은 인물이기도 하다.

## 참고 자료
- 김영관 (2014). “고구려 유민 남단덕(南單德) 묘지명에 대한 연구”. 기초학문자료센터.
- 拝根興 (2017년 3월). 《从新见入唐高丽移民墓志看唐代东亚人员流动》. 専修大学社会知性開発研究センター古代東ユーラシア研究センター年報 3. 専修大学社会知性開発研究センター. 다음 글자 무시됨: ‘和書’ (도움말)